# Јелка (име)
Јелка је женско име које је присутно у Мађарској, Словенији и Хрватској и или је назив биљке јелке (јеле) узето за лично име или је то деминутив од имена Хелена. У Србији је изведено од имена Јела. У Русији је ово варијанта имена Јелена.

## Популарност
У Словенији је ово име 2007. било на 99. месту по популарности.